# Meleagro di Gadara
Meleagro di Gadara (in greco antico: Μελέαγρος?, Meléagros; Gadara, 130 a.C. – 60 a.C. circa) è stato un filosofo, scrittore e poeta greco antico.

## Biografia
Meleagro, molto probabilmente di pelle nera, era figlio di Eucrate, e nacque a Gadara – oggi Umm Qais –, città della Giordania che sotto il regno dei Seleucidi era diventata un notevole centro di cultura ellenica.
In gioventù aderì al cinismo e scrisse dialoghi di contenuto leggero nel genere della satira. Si trasferì poi a Tiro e in vecchiaia prese dimora a Kos (Coo), dove terminò i suoi giorni intorno al 60 a.C.

## Opere
In gioventù compose un'opera intitolata Le Càriti e delle satire menippee, di cui è pervenuto soltanto qualche titolo (ad esempio, la Comparazione del pisello con la lenticchia); come il solo titolo ci è noto di una sua opera dossografica in 5 libri sulle opinioni dei filosofi (Περὶ δοξῶν).
Tuttavia è noto soprattutto come autore di epigrammi: ne possediamo 130, raccolti nell'Antologia Palatina e di tipo erotico. Alcuni cantano etere come Eliodora e Zenofila, altri l'amore verso fanciulli e uomini. 
Meleagro fu anche il primo autore di una antologia di epigrammi, intitolata Στέϕανος, La corona, con componimenti propri e di altri autori contemporanei, in cui paragona ogni autore raccolto a un fiore. In tutto, contando anche sé stesso, Meleagro menziona 47 poeti, ossia, nell'ordine: Anite, Mero, Saffo, Melanippide, Simonide, Nosside, Riano, Erinna, Alceo, Samio, Leonida, Mnasalca, Panfilo, Pancrate, Timne, Nicia, Eufemo, Damageto, Callimaco, Dioscoride, Euforione, Egesippo, Diotimo, Menecrate, Niceneto, Faenno, Simmia, Partenide, Bacchilide, Anacreonte, Archiloco, Alessandro, Policlito, Polistrato, Antipatro, Ermodoro, Posidippo, Edilo, Asclepiade, Platone, Arato, Cheremone, Fedimo, Antagora, Teodorida, Fania, Meleagro. Successivamente la raccolta venne inglobata nell'Antologia Palatina, dove si riconoscono sequenze da essa provenienti.
L'epigramma di Meleagro trae spunto dalla lirica corale arcaica, di cui mutua le occasioni e le circostanze: i carmi simposiali e amorosi sono testimonianza non di reali conviti e banchetti ma di un gioco letterario, tipicamente alessandrino, volto al recupero di quelle antiche forme ormai perdute, con un senso museologico e profondamente storico della poesia. I sentimenti non sono mai piatti ma sempre osservati in maniera completa e profonda, solo talora con l'impiego di un lessico ampolloso.